# Калуський трубний завод
Калуський трубний завод (КаТЗ) — дочірнє підприємство британської промислової групи Радіус Системз (англ. Radius Systems Ltd) (раніше було підприємством міжнародної групи компаній «Поліпластик») в Україні. Завод розташований у місті Калуш Івано-Франківської області. Мета створення КаТЗ — задоволення потреб у полімерних трубах у західних регіонах України.

## Історія
Будівництво Калуського трубного заводу було розпочате в 2008 році, а в другому кварталі 2009 року на підприємстві були виготовлені перші партії трубної продукції. Підприємство розташувалося на території площею 9 га, де побудовані 3 цехи з випуску трубної продукції, 2 адміністративних будівлі, облаштовані критий склад трубного сировини і майданчик зберігання виробленої продукції.
Одним з основних факторів вибору місця розташування заводу стала близькість компанії «Карпатнафтохім» — чи не єдиного виробника в Україні трубної сировини. КаТЗ спочатку був орієнтований на виробництво труб з полівінхлоріда, постачальником якого повинен був стати «Карпатнафтохім».
Першою продукцією КаТЗ стали поліетиленові труби, призначені для напірного водопостачання, в 2010 році було налагоджено серійне виробництво ПЕ труб для газопостачання і ПВХ труб для напірного водопостачання та зовнішньої каналізації.
Підприємство було побудовано протягом одного року, і вже в другому кварталі 2009-го почалося серійне виробництво поліетиленових труб для напірного водопостачання. На КаТЗ виробляються поліетиленові водопровідні труби діаметром від 20 до 450 мм відповідно до вимог ДСТУ Б В.2.7-151: 2009 «Труби з поліетилену для подачі холодної води».
У 2010 році була здійснена постановка на виробництво поліетиленових труб для газопостачання діаметром від 20 до 400 мм відповідно до ДСТУ Б В.2.7-73-98 «Труби поліетиленові для подачі горючих газів».

## Продукція
Калуський трубний завод має потужності з виробництва одношарових, багатошарових поліетиленових труб і труб із захисним покриттям для водопостачання та газопостачання діаметром 16 мм — 630 мм, двошарових гофрованих труб КОРСИС 63 мм — 250 мм для каналізаційних мереж, труб для теплопостачання та ГВП, сегментних зварних фітингів для водопостачання діаметрами 90 мм — 630 мм. Потужність виробництва складає понад 25 тис. тонн пластикових труб на рік.
Поліетиленові труби для водопостачання виробляють з поліетилену високої щільності (HDPE) класу PE 100RC, ПЕ 100 і ПЕ 80 діаметрами від 20 до 630 мм. Їх повсюдно використовують при будівництві та реконструкції зовнішніх напірних водопровідних мереж. Перед тим, як купити труби для водопостачання необхідної ознайомитися з усією дозвільною документацією і в обов'язковому порядку Сертифікатом відповідності на дану продукцію.
При необхідності будівництва водопровідних мереж безтраншейним методом незамінними стали поліетиленові труби із захисним покриттям.
При комплектації об'єкта зі спорудження водопровідної мережі слід пам'ятати, що якщо ціна на пластикові труби для водопостачання нижче звичайної ринкової, вони можуть виявитися дуже низької якості. Гарантовано надійні труби для холодного водопостачання можна купувати тільки у перевірених і сумлінних виробників.
- для систем газопостачання діаметрами від 20 до 630 мм з поліетилену класу ПЕ 80, ПЕ 100, PE 100RC

ПВХ труби
- для напірного водопостачання діаметрами від 90 до 400 мм з SDR 41, 33, 26 і 21.
- для зовнішньої каналізації діаметрами від 110 до 400 мм з SDR 51 (SN 2), 41 (SN 4) і 33.

## Сертифікати якості
Вся трубна продукція, що випускається на КаТЗ, сертифікована. Змінні контролери на екструзійних лініях постійно перевіряють якість вироблених труб. Заводська випробувальна лабораторія, в якій працюють кваліфіковані фахівці, забезпечує ретельний вхідний контроль сировини та проведення всього комплексу приймально-здавальних та періодичних випробувань випущених труб.